# Campionati mondiali di sollevamento pesi 1979
I Campionati mondiali di sollevamento pesi 1979, 53ª edizione della manifestazione, si svolsero a Salonicco dal 3 all'11 novembre 1979.

## Titoli in palio
| Categoria            | Eventi         | Atleti |
| -------------------- | -------------- | ------ |
| Pesi mosca           | Fino a 52 kg   | 19     |
| Pesi gallo           | Fino a 56 kg   | 18     |
| Pesi piuma           | Fino a 60 kg   | 24     |
| Pesi leggeri         | Fino a 67,5 kg | 24     |
| Pesi medi            | Fino a 75 kg   | 18     |
| Pesi massimi leggeri | Fino a 82,5 kg | 21     |
| Pesi mediomassimi    | Fino a 90 kg   | 18     |
| Pesi massimi primi   | Fino a 100 kg  | 20     |
| Pesi massimi         | Fino a 110 kg  | 15     |
| Pesi supermassimi    | Oltre i 110 kg | 12     |

## Nazioni partecipanti
Le nazioni che hanno partecipato ai campionati furono 39 per un totale di 189 atleti partecipanti. Tra questi, la suddivisione continentale è la seguente: 122 atleti europei, 23 americani, 27 asiatici, 10 africani e 7 oceaniani. Tra parentesi i partecipanti per nazione.
- Australia (7)
- Austria (4)
- Belgio (3)
- Bulgaria (10)
- Canada (2)
- Cecoslovacchia (7)
- Cina (10)
- Corea del Sud (2)
- Cuba (10)
- Danimarca (3)
- Egitto (3)
- Finlandia (4)
- Francia (4)
- Germania Est (9)
- Germania Ovest (8)
- Giappone (10)
- Grecia (6)
- Indonesia (2)
- Iran (2)
- Iraq (1)
- Islanda (3)
- Israele (3)
- Italia (4)
- Libia (4)
- Messico (3)
- Nigeria (3)
- Norvegia (5)
- Polonia (9)
- Portogallo (1)
- Regno Unito (7)
- Rep. Dominicana (2)
- San Marino (1)
- Spagna (2)
- Stati Uniti (6)
- Svezia (5)
- Svizzera (1)
- Turchia (3)
- Ungheria (10)
- Unione Sovietica (10)

## Risultati
Vennero stabiliti due record mondiali: uno nel totale dell'esercizio e uno nelle singole specialità. Nella gara dei pesi mosca (fino a 52 kg.), dove i primi tre atleti sollevarono lo stesso peso (242,5 kg.) Osmonaliev vinse il titolo poiché pesava mezzo chilo in meno degli altri due contendenti; Hornyák e Voronin ebbero la medaglia d'argento perché pesavano entrambi 52 kg. e la medaglia di bronzo non fu assegnata.
| Evento  | Oro                 | Oro      | Argento             | Argento  | Bronzo             | Bronzo   |
| 52 kg   | 52 kg               | 52 kg    | 52 kg               | 52 kg    | 52 kg              | 52 kg    |
| ------- | ------------------- | -------- | ------------------- | -------- | ------------------ | -------- |
| Strappo | Wu Shude            | 110,0 kg | Aleksandr Voronin   | 110,0 kg | Cai Juncheng       | 107,5 kg |
| Slancio | Kanıbek Osmonaliev  | 137,5 kg | Ferenc Hornyák      | 135,0 kg | Aleksandr Voronin  | 132,5 kg |
| Totale  | Kanıbek Osmonaliev  | 242,5 kg | Ferenc Hornyák      | 242,5 kg | non attribuita     |          |
| Totale  | Kanıbek Osmonaliev  | 242,5 kg | Aleksandr Voronin   | 242,5 kg | non attribuita     |          |
| 56 kg   |                     |          |                     |          |                    |          |
| Strappo | Tadeusz Dembończyk  | 117,5 kg | Anton Kodžabašev    | 117,5 kg | Daniel Núñez       | 115,0 kg |
| Slancio | Viktor Veretennikov | 150,0 kg | Anton Kodžabašev    | 150,0 kg | Andreas Letz       | 147,5 kg |
| Totale  | Anton Kodžabašev    | 267,5 kg | Viktor Veretennikov | 262,5 kg | Tadeusz Dembończyk | 260,0 kg |
| 60 kg   |                     |          |                     |          |                    |          |
| Strappo | Marek Seweryn       | 127,5 kg | Nikolaj Kolesnikov  | 125,0 kg | Zhang Zhifang      | 125,0 kg |
| Slancio | Marek Seweryn       | 155,0 kg | Georgi Todorov      | 155,0 kg | Setsuya Goto       | 150,0 kg |
| Totale  | Marek Seweryn       | 282,5 kg | Georgi Todorov      | 275,0 kg | Setsuya Goto       | 270,0 kg |
| 67,5 kg |                     |          |                     |          |                    |          |
| Strappo | Janko Rusev         | 145,0 kg | Joachim Kunz        | 145,0 kg | Daniel Senet       | 142,5 kg |
| Slancio | Janko Rusev         | 187,5 kg | Joachim Kunz        | 180,0 kg | Yao Jingyuan       | 172,5 kg |
| Totale  | Janko Rusev         | 332,5 kg | Joachim Kunz        | 325,0 kg | Daniel Senet       | 312,5 kg |
| 75 kg   |                     |          |                     |          |                    |          |
| Strappo | Roberto Urrutia     | 155,0 kg | Nedelčo Kolev       | 155,0 kg | Jordan Mitkov      | 150,0 kg |
| Slancio | Roberto Urrutia     | 190,0 kg | Peter Wenzel        | 190,0 kg | Jürgen Negwer      | 187,5 kg |
| Totale  | Roberto Urrutia     | 345,0 kg | Nedelčo Kolev       | 342,5 kg | Peter Wenzel       | 337,5 kg |
| 82,5 kg |                     |          |                     |          |                    |          |
| Strappo | Jurij Vardanjan     | 170,0 kg | Blagoj Blagoev      | 170,0 kg | Bertalan Mandzák   | 155,0 kg |
| Slancio | Jurij Vardanjan     | 200,0 kg | András Stark        | 195,0 kg | Norbert Bergmann   | 195,0 kg |
| Totale  | Jurij Vardanjan     | 370,0 kg | Blagoj Blagoev      | 362,5 kg | Dušan Poliačik     | 350,0 kg |
| 90 kg   |                     |          |                     |          |                    |          |
| Strappo | Gennadij Bessonov   | 170,0 kg | Rolf Milser         | 165,0 kg | Witold Walo        | 160,0 kg |
| Slancio | Rolf Milser         | 212,5 kg | Gennadij Bessonov   | 210,0 kg | Witold Walo        | 202,5 kg |
| Totale  | Gennadij Bessonov   | 380,0 kg | Rolf Milser         | 377,5 kg | Witold Walo        | 362,5 kg |
| 100 kg  |                     |          |                     |          |                    |          |
| Strappo | János Sólyomvári    | 175,0 kg | Ota Zaremba         | 172,5 kg | Plamen Asparuhov   | 167,5 kg |
| Slancio | Pavel Syrčin        | 217,5 kg | Anton Baraniak      | 210,0 kg | János Sólyomvári   | 210,0 kg |
| Totale  | Pavel Syrčin        | 385,0 kg | János Sólyomvári    | 385,0 kg | Alberto Blanco     | 372,5 kg |
| 110 kg  |                     |          |                     |          |                    |          |
| Strappo | Sergej Arakelov     | 185,0 kg | Leonid Taranenko    | 182,5 kg | Valentin Hristov   | 177,5 kg |
| Slancio | Sergej Arakelov     | 225,0 kg | Valentin Hristov    | 225,0 kg | Leif Nilsson       | 220,0 kg |
| Totale  | Sergej Arakelov     | 410,0 kg | Valentin Hristov    | 402,5 kg | Leonid Taranenko   | 402,5 kg |
| +110 kg |                     |          |                     |          |                    |          |
| Strappo | Sultan Rachmanov    | 192,5 kg | Jürgen Heuser       | 187,5 kg | Rudolf Strejček    | 185,0 kg |
| Slancio | Sultan Rachmanov    | 237,5 kg | Jürgen Heuser       | 232,5 kg | Gerd Bonk          | 230,0 kg |
| Totale  | Sultan Rachmanov    | 430,0 kg | Jürgen Heuser       | 420,0 kg | Gerd Bonk          | 412,5 kg |

## Medagliere

### Grandi (totale)
Riferito al totale dell'esercizio: 10 nazioni sono entrate nel medagliere.
| Posiz. | Nazione          | Oro | Argento | Bronzo | Totale |
| ------ | ---------------- | --- | ------- | ------ | ------ |
| 1      | Unione Sovietica | 6   | 2       | 1      | 9      |
| 2      | Bulgaria         | 2   | 4       | 0      | 6      |
| 3      | Polonia          | 1   | 0       | 2      | 3      |
| 4      | Cuba             | 1   | 0       | 1      | 2      |
| 5      | Germania Est     | 0   | 2       | 2      | 4      |
| 6      | Ungheria         | 0   | 2       | 0      | 2      |
| 7      | Germania Ovest   | 0   | 1       | 0      | 1      |
| 8      | Cecoslovacchia   | 0   | 0       | 1      | 1      |
| 8      | Francia          | 0   | 0       | 1      | 1      |
| 8      | Giappone         | 0   | 0       | 1      | 1      |
| Totale | Totale           | 10  | 11      | 9      | 30     |

### Grandi (totale) e Piccole (Strappo e slancio)
Riferito al totale dell'esercizio e delle due specialità: 12 nazioni sono entrate nel medagliere. 
| Posiz. | Nazione          | Oro | Argento | Bronzo | Totale |
| ------ | ---------------- | --- | ------- | ------ | ------ |
| 1      | Unione Sovietica | 16  | 6       | 2      | 24     |
| 2      | Bulgaria         | 4   | 10      | 3      | 17     |
| 3      | Polonia          | 4   | 0       | 4      | 8      |
| 4      | Cuba             | 3   | 0       | 2      | 5      |
| 5      | Ungheria         | 1   | 4       | 2      | 7      |
| 6      | Germania Ovest   | 1   | 2       | 2      | 5      |
| 7      | Cina             | 1   | 0       | 3      | 4      |
| 8      | Germania Est     | 0   | 7       | 4      | 11     |
| 9      | Cecoslovacchia   | 0   | 2       | 2      | 4      |
| 10     | Francia          | 0   | 0       | 2      | 2      |
| 10     | Giappone         | 0   | 0       | 2      | 2      |
| 12     | Svezia           | 0   | 0       | 1      | 1      |
| Totale | Totale           | 30  | 31      | 29     | 90     |